# Doha Diamond League 2025
Il Doha Diamond League 2025 è stata la 27ª edizione dell'annuale meeting di atletica leggera, terza tappa del circuito Diamond League 2025. Le competizioni hanno avuto luogo presso lo stadio Qatar SC di Doha il 16 maggio 2025.

## Programma[1]
| #  | Orario | Specialità             |
| -- | ------ | ---------------------- |
| 1  | 17:28  | 400 metri ostacoli     |
| 2  | 17:48  | Lancio del disco       |
| 3  | 17:56  | 400 metri piani        |
| 4  | 18:40  | 800 metri piani        |
| 5  | 18:53  | 100 metri piani        |
| 6  | 19:10  | Salto in alto          |
| 7  | 19:13  | 800 metri piani        |
| 8  | 19:24  | 110 metri ostacoli     |
| 9  | 19:43  | Lancio del giavellotto |
| 10 | 19:45  | 5000 metri piani       |
| 11 | 20:22  | 200 metri piani        |
| 12 | 20:33  | 400 metri ostacoli     |

| # | Orario | Specialità       |
| - | ------ | ---------------- |
| 1 | 18:02  | Salto con l'asta |
| 2 | 18:23  | Salto triplo     |
| 3 | 18:33  | 100 metri piani  |
| 4 | 19:04  | 400 metri piani  |
| 5 | 19:36  | 100 metri piani  |
| 6 | 20:08  | 1500 metri piani |
| 7 | 20:44  | 3000 metri siepi |

     Specialità valide per la Diamond League

## Risultati
Di seguito i primi tre classificati di ogni specialità.

### Uomini
| Specialità             | 1º classificato        | Prestazione | 2º classificato              | Prestazione | 3º classificato            | Prestazione                |
| 100 m                  | Saif Al-Rammahi        | 10"22       | Malham Al Balushi            | 10"22       | Murtadha Azhar Al-Kemawee  | 10"34                      |
| 200 m                  | Letsile Tebogo         | 20"10       | Courtney Lindsey             | 20"11       | Joseph Fahnbulleh          | 20"26                      |
| 400 m                  | Noureddine Adel Merzah | 46"25       | Taha Hussein Yaseen          | 46"97       | Hamzah Abdulla Al Jabri    | 47"59                      |
| 800 m                  | Tshepiso Masalela      | 1'43"13     | Bryce Hoppel                 | 1'43"26     | Wycliffe Kinyamal          | 1'43"37                    |
| 800 m                  | Mubarik Abdi Said      | 1'52"81     | Shafie Sharded Yusuf         | 1'53"79     | Faraj Al Ajeel             | 1'54"54                    |
| 5000 m                 | Reynold Cheruiyot      | 13'16"40    | Dominic Lobalu               | 13'17"70    | Birhanu Balew              | 13'17"70                   |
| 110 m hs               | Rasheed Broadbell      | 13"14       | Jamal Britt                  | 13"25       | Enrique Llopis             | 13"27                      |
| 400 m hs               | Alessandro Sibilio     | 49"32       | İsmail Nezir                 | 49"40       | Matic Ian Guček            | 49"49                      |
| 400 m hs               | Ahmed Jamal Aldirawi   | 51"56       | Mahamat Abakar Abdrahman     | 52"19       | solo due atleti all'arrivo | solo due atleti all'arrivo |
| Salto in alto          | Shelby McEwen          | 2,26 m      | Ryoichi Akamatsu Hamish Kerr | 2,23 m      | -                          | -                          |
| Lancio del disco       | Matthew Denny          | 68,97 m     | Daniel Ståhl                 | 67,06 m     | Kristjan Čeh               | 66,92 m                    |
| Lancio del giavellotto | Julian Weber           | 91,06 m     | Neeraj Chopra                | 90,23 m     | Anderson Peters            | 85,64 m                    |

     Prestazione che stabilisce il nuovo record del meeting.

### Donne
| Specialità       | 1º classificato       | Prestazione | 2º classificato          | Prestazione | 3º classificato   | Prestazione |
| 100 m            | Tia Clayton           | 10"92       | Tina Clayton             | 11"02       | Amy Hunt          | 11"03       |
| 100 m            | Azza Sultan Al-Yarubi | 12"03       | Lujain Hamdan            | 12"04       | Hibah Mohammed    | 12"14       |
| 400 m            | Salwa Eid Naser       | 49"83       | Natalia Bukowiecka       | 50"92       | Lieke Klaver      | 51"12       |
| 1500 m           | Nelly Chepchirchir    | 4'05"00     | Susan Ejore              | 4'06"27     | Jemma Reekie      | 4'07"33     |
| 3000 m siepi     | Faith Cherotich       | 9'05"08     | Winfred Yavi             | 9'05"26     | Sembo Almayew     | 9'09"27     |
| Salto con l'asta | Molly Caudery         | 4,75 m      | Roberta Bruni Katie Moon | 4,63 m      | -                 | -           |
| Salto triplo     | Shanieka Ricketts     | 14,72 m     | Thea LaFond              | 14,39 m     | Ilionis Guillaume | 14,20 m     |

     Prestazione che stabilisce il nuovo record del meeting.